# Montse Anfruns
Montse Anfruns (Guardiola de Berguedà, 11 de setembre de 1958 - Alfara del Patriarca, 20 de gener de 2014) fou una actriu, cantant i poeta catalana especialitzada en el doblatge audiovisual al valencià, coneguda pel personatge de Bulma en la versió de Bola de Drac emesa per Canal 9 o la interpretació d'Isabel de Villena en diferents ocasions.

## Biografia
Nascuda a Guardiola de Berguedà, de jove va viure a Tortosa abans de traslladar-se a València, on va estudiar cant i piano al Conservatori Municipal de Música José Iturbi; en acabant, va fer cursos de cant amb mestres com Roy Hart, John Strasberg, Gino Bechi, Ana Maria Iriarte, Renata Scotto, Ielena Obraztsova i María Ruíz.
Durant els anys 80, formà part del col·lectiu poètic La Forest d'Arana junt amb Pere Bessó, Francesc Collado, Jaume Pérez Montaner, Isabel Robles, Vicent Berenguer, Francesc Mompó, Lluís Roda, Encarna Sant-Celoni i Maria Fullana: la seua formació com a actriu la va convertir en rapsoda habitual dels seus companys de generació. L'any 1983, va ser finalista del premi Pasqual Asins i Lerma de Catarroja amb el recull Tot deixant que el vent.
El 1985 es presentà com a cantant en la Mostra de Noves Veus de Llíria, un festival d'artistes novells apadrinat per Ovidi Montllor i Paco Muñoz. L'any següent participà en el cicle Cançó 86, organitzat per la Conselleria de Cultura de la Generalitat Valenciana i les diputacions d'Alacant, Castelló i València. Entre el 86 i el 87 formà part del grup Al Tall i enregistrà un parell de discs: l'encara inèdit Carrer Alfa, gravat als Estudis Tabalet amb els germans Murillo de Sueca i Nacho Mañó, i el Poiemusia, amb texts del poeta Salvador Jàfer sobre música de Pep Llopis (del grup Cotó-en-pèl).
A partir del començament de les emissions de RTVV l'any 1989, Anfruns es va especialitzar en la interpretació i el doblatge audiovisual: a més de fer la veu de Bulma i altres personatges de Bola de Drac, va gravar la versió valenciana de l'ending Romantic Ageru Yo; també va doblar Lisa Kudrow en el paper d'Ursula Buffay en la sèrie de televisió Boig per tu (emesa en valencià per Punt 2) i Nikki Cox en un capítol de La tata (també en el doblatge castellà). A més, era professora de l'Escola de l'Actor des de 1997 i va impartir cursos d'interpretació vocal al palau de la Música de València, la School of Theatre, The Shakespeare Foundation i l'Institut Espanyol de Teatre Núria Espert; també fou professora de tècnica vocal de la sala Escalante.
L'any 2009 participà en la primera edició d'Escriptores al Terrat de l'OCCC amb motiu del Dia de la Dona, junt amb altres poetes com Marisol González i Teresa Pascual. El 15 de juny de 2011 va participar en un concert col·lectiu a Ca Revolta, acompanyada a la guitarra per Miquel Blanco, del grup Al Tall, amb motiu de la presentació del llibre de Josep Vicent Frechina La cançó en valencià: a més d'Anfruns, també cantaren altres artistes d'èpoques i estils diferents com Araceli Banyuls, Doctor Dropo, Hugo Mas, Juli Bustamante, Lluís el Sifoner, Remigi Palmero i Victòria Sousa.
L'última aparició pública va ser el 10 de gener de 2014 en la presentació del seu darrer llibre, Plecs íntims, també a Ca Revolta, acompanyada d'Isabel Robles i Pere Bessó (autor del pròleg). Montse Anfruns va morir deu dies després, envoltada per la seua família, i fou incinerada a Alfara del Patriarca.
De manera pòstuma, un poema seu apareix en l'antologia de texts eròtics que conformen el llibret de falla del 2014 de la comissió Sagrada Família-Corea de Gandia: en la presentació de l'obra a Ca Revolta, el 28 de febrer, Jaume Pérez Montaner va ser l'encarregat de llegir la col·laboració d'Anfruns. Així mateix, l'últim vers de Plecs íntims, del poema "La barca nua", dona títol a la cançó del grup VerdCel El foc encendrà l'aigua, del disc Argilaga.

## Obra escènica

### Actuació artística[4]
- Arte enseña vida: concert performance a l'Institut Alemany de Madrid amb Wolf Vostel
- Concert performance d'Eugenio Miccini dins les Jornades Tramesa d'Art a favor de la Creativitat (com a intèrpret i coreògrafa)
- Homenatge a Vicent Andrés Estellés (creació pròpia)
- L'autòpsia d'un suïcidi (creació pròpia)
- Rovells grocs rovellats sur la mer (creació pròpia)

### Arts escèniques[4]
- Don Juan, Don Juan: coproducció del Centre Dramàtic de la Generalitat Valenciana, del Centre Nacional de Noves Tendències Escèniques i el Patronat de Teatre d'Almagro (Castella-La Manxa), amb E. V. Companyia de Teatre, sota la direcció d'Antoni Tordera
- El sueño de la razón: d'Antonio Buero Vallejo, coproducció de la Generalitat Valenciana i la regió de la Basilicata d'Itàlia, amb la companyia Piccolo Teatro de Potenza
- Estampes de Passió del Nostre Senyor Jesucrist del Vita Christi, en el paper d'Isabel de Villena
- Estampes nadalenques del Vita Christi de sor Isabel de Villena (producció del Teatre Agrícola d'Alboraia dirigida per Manuel Gil)
- Estellés VAE: amb el grup Quart Estudi, dirigit per Antoni Tordera
- HM96: proposta textual sobre el dramaturg Heiner Müller (producció de Teatres de la Generalitat Valenciana dirigida per Vicente Forés i Rafael Castillo, estrenada en la sala Moratín)
- Honoria en el ciberespacio: òpera cibernètica en col·laboració per Internet amb la Universitat de Texas dins de les Jornades Ciberart de la Universitat Politècnica de València
- La pasión de Lucas Fernández: dirigit per Manuel Gil i representada a l'Agrícola d'Alboraia i a l'Auditori de Torrent
- Obres d'Antonio Agnuold i Jesús Villa Rojo, Salamanca (Associació de Compositors Simfònics d'Espanya i Conselleria de Cultura, Educació i Ciència)
- Sangre: espectacle de la companyia Vianants Dansa, com a compositora, dramaturga, directora i intèrpret; presentat en Dansa València

### Concerts i recitals[4]
- Cançons populars de Federico García Lorca: concert al Club Diario Levante, amb la pianista María Belén Sánchez García
- Concert per a mezzosoprano i gallina amb orquestra absent: creació pròpia, estrenat al Primer Festival Internacional de Performances i Poesia d'Acció
- Fluxus: concert de Wolf Vostel
- Genoveva de Bravante: òpera d'Erik Satie en els Recitals de Jóvens Intèrprets amb el Grup de Música Contemporània de València
- Poiemusia: Jornades de Música Minimal amb La Nau dels Argonautes, estrenada al Teatre Princesa
- Quart creixent (1990): concert col·lectiu itinerant junt amb Al Tall, el Sifoner, Ovidi Montllor, Paco Muñoz, Remigi Palmero i d'altres, estrenat al Teatre Principal de València
- Reflexos: recital de poesia i cant en el lliurament dels Premis Sor Isabel de Villena
- Salvem el Botànic: concert reivindicatiu pel Jardí Botànic de València al Teatre Principal de València
- Teatre i música x Amèrica Central: concert benèfic
- Tiempo de mujer: recital poeticomusical al Palau de la Música de València

## Discografia
| • 'Carrer Alfa' (1986) |
| --- |
| (inèdit) Gravat als Estudis Tabalet per José Ángel Murillo, amb César Murillo, Enric Murillo i Nacho Mañó, conté Imatge de cristall |

| • Pep Llopis: Poiemusia. La nau dels argonautes' (1987) |
| --- |
| (Grabaciones Accidentales) Lletres de Salvador Jàfer i música de Pep Llopis 1. Muntanyes de granit 2. (El vell) Rei de les serps 3. Jardins aquàtics 4. Nits de cristalls 5. La nau dels argonautes |

| • 'Quart creixent' (1990) |
| --- |
| (Música '92) Disc col·lectiu de l'espectacle homònim, inclou Imatge de cristall 1. Ovidi Montllor: Perquè vull! 2. Al Tall: La maregassa 3. Joan Amèric: Quina sort 4. Peika Bes: El café 5. Carraixet: Un Ferrari roig 6. Carles Enguix: Tan endins 7. Lluís el Sifoner: Ramonet 8. Montse Anfruns: Imatge de cristall 9. Remigi Palmero: L'habitació desmuntable 10. Ritme Trencat: Passacarrers 11. Paco Muñoz: 'El vell Montgó 12. Trullars: Dolçaines I 13. Mara del Alar: Illa bella 14. Eduard Joanes: La cassalla 15. Partaka: Seies al balcó 16. Cave Cànem: Adriàtica 17. Pep Gatxes: El suïcida 18. Carme Torrelles: El temps clar 19. Urbàlia Rurana: Jo tinc una enamorada 20. Lluís Miquel: Marieke 21. Creix el cant |

## Poesia[4]
| A.   | Títol del llibre                              | Editorial                                  | Detalls                                                                               |
| ---- | --------------------------------------------- | ------------------------------------------ | ------------------------------------------------------------------------------------- |
| 1985 | L'espai del vers jove. Mostra poètica jove 85 | Conselleria de Cultura, Educació i Ciència | antologia, p. 70-75 (ISBN 84-505 1522 X)                                              |
| 1986 | Amb aquesta perfecta claredat                 | Malva-rosa                                 | 44 pàgines, il·lustrat per Carlos Sevilla; 1r Accèssit Premi Cavallers de Neu de 1986 |
| 1988 | Entre les dents fils d'aram i nicotina        | La Forest d'Arana                          |                                                                                       |
| 1990 | Vida contemplativa                            |                                            | antologia                                                                             |
| 1991 | Les veus de la medusa                         |                                            | antologia                                                                             |
| 2008 | Eròtiques i despentinades                     | Arola Editors                              | antologia, inclou dos poemes de L'espai del vers jove                                 |
| 2014 | Els plecs íntims                              | Germania                                   | prologat per Pere Bessó; il·lustrat per Carlos Sevilla                                |
| 2014 | Sexduïts i sexduïdes                          | Falla Sagrada Família-Corea                | antologia                                                                             |